# زنجبيل
الزنجبيل، أو فتائل الرهبان هو نوع نباتي من جنس الزنجبيل من الفصيلة الزنجبيلية من نباتات المناطق الحارة، تستعمل جذاميره النامية تحت التربة والتي تحتوي على زيت طيار، لها رائحة نفاذة وطعم لاذع ولونها إما سنجابي أو أبيض مصفر. له أزهار صفراء ذات شفاه أرجوانية ولا يستخرج الزنجبيل إلا عندما تذبل أوراقه الرمحية. ولا يطحن إلا بعد تجفيفه. تحتوي ريزومات الزنجبيل على زيوت طيارة وراتنجات أهمها الجنجرول ومواد نشوية وهلامية. يكثر في بلاد الهند الشرقية الفليبين والصين وسريلانكا والمكسيك وباكستان وجاميكا، وأفضل أنواع الزنجبيل الجاميكي بجاميكا.
يستعمل كبهار أو كتوابل في تجهيز الأطعمة ومنحها الطعم المميز، يضاف إلى أنواع من المربيات والحلوى والمشروبات الساخنة كالسحلب والقرفة. يستعمل من الزنجبيل جذوره وسيقانه المدفونة في الأرض (الريزومات).
منذ القديم استخدمت الساق الترابية (الجذمور) لنبات الزنجبيل كعلاج رسمي وشائع في آسيا والهند، ونقل الأسبان الزنجبيل إلى أمريكا وبدأت زراعة الزنجبيل بكثرة في غرب الهند. والزنجبيل يكثر في بلاد الهند الشرقية والفليبين والصين وسريلانكا والمكسيك وباكستان وجاميكا واليابان وغرب إفريقيا وجزر الكاريبي وأفضل أنواع الزنجبيل الجاميكي بجاميكا. كما كانت جزءاً هاماً من تقاليد العرب في استخدام النباتات.
على سبيل المثال، تم استخدام الزنجبيل في الصين لأكثر من 2000 سنة كمساعد لعملية الهضم، وفي علاج الارتباكات المعوية والإسهال والغثيان. كما اُستُخدم للمساعدة في علاج حالات التهاب المفاصل والمغص وبعض المشاكل القلبية الأخرى. إضافة إلى هذه الاستعمالات العلاجية، احتل الزنجبيل مكانة كبيرة حول العالم كأحد التوابل الأكثر انتشاراً واستخداماً، وعلى أنه العلاج الشافي لنزلات البرد.

## أصل التسمية
أصل «الزنجبيل» هو من منتصف القرن 14، من الإنجليزية القديمة gingifer، من القرون الوسطى اللاتينية gingiber ، من zingiberi اللاتينية، من zingiberis اليونانية، من Prakrit (الهندية الوسطى) singabera، من السنسكريتية تسمى srngaveram، من srngam تسمى "horn" + vera- "body"، من شكل جذورها. لكن هذا قد يكون اسم سنسكريتي شعبي، لكن يمكن أن تكون كلمة من اسم درافيديون القديم التي أنتجت أيضا اسم التاميل والمالايالامية للتوابل. وver-inchi ، من inchi «الجذر» cf. gin (v.). كلمة على ما يبدو كان متبناة أيضا باللغة الإنجليزية الوسطى من الفرنسية القديمة gingibre (gingembre الفرنسية الحديثة).

## أسماء الزنجبيل وأنواعه
الزنجبيل (الكركم الصباغي)- زنجبيل بلدي وهو الراسن - زنجبيل شامي - زنجبيل العجم- زنجبيل فارسي- زنجبيل الكلاب - زنجبيل هندي، وهو المعروف المستعمل، ويسمى بالكفوف. واسمه بالفارسي: أدرك. وبالإنجليزي: ginger.(الجنجر) وبالفرنسي: gingerbread والاسم العلمي: Zingiber officinale

## وصف النبات
نبات من العائلة الزِّنجبارية Zingiberaceae، ينمو الزنجبيل في التربة الخصبة الرطبة المدارية، ويتألف من جذمور (ساق ترابية) ثخينة تحتوي على سطحها عقد، تتوضع هذ الساق الترابية تحت سطح التربة.
يمتد هذا الجذمور فوق سطح التربة بطول يقارب 30 سم، ويتوضع على هذه الساق مجموعة من الأوراق الطويلة المضلعة الخضراء، وأزهار بيضاء أو خضراء مصفرة. يتوفر الزنجبيل عامة بشكلين إما ناضج أو متوسط النضج. الناضج منه له قشرة قاسية يجب إزالتها أما الزنجبيل الأقل نضجاً لا يتطلب التقشير وهو المتوفر عادة في الأسواق.

## المكونات الكيميائية الفعالة في الزنجبيل
تحتوي جذامير الزنجبيل على زيوت طيارة بنسبة ما بين 2.5-3%، كما يحتوي على مجموعة أخرى تعرف باسم Aryl alkanes وهي المكونات الفعالة الهامة في الزنجبيل والتي تعطيه الطعم اللاذع، وتضم مجموعتين:
1)Gingerols: والتي تحتوي على مركب gingenol وهو المركب الذي يعزى إليه الطعم الحار في الزنجبيل، وهو من الراتنجات الزيتية. ويعتبر مضادا لحدوث الجلطة وكذلك مضادا للالتهاب بأنواعه بما في ذلك الأمراض الالتهابية مثل الربو والمفاصل والتهاب القولون والشقيقة.
2)Shogaols: التي من أهم مركباتها Shogaol وهي أيضاً مادة حارة تساعد على هضم الدهون.
كما يحتوي الزنجبيل على النشاء بنسبة 50% - البروتين بنسبة 9% - دسم 7% (أحماض دسمة + غليسيريدات + فوسفولبيدات) – خميرة البروتياز 2%.

## زراعتها

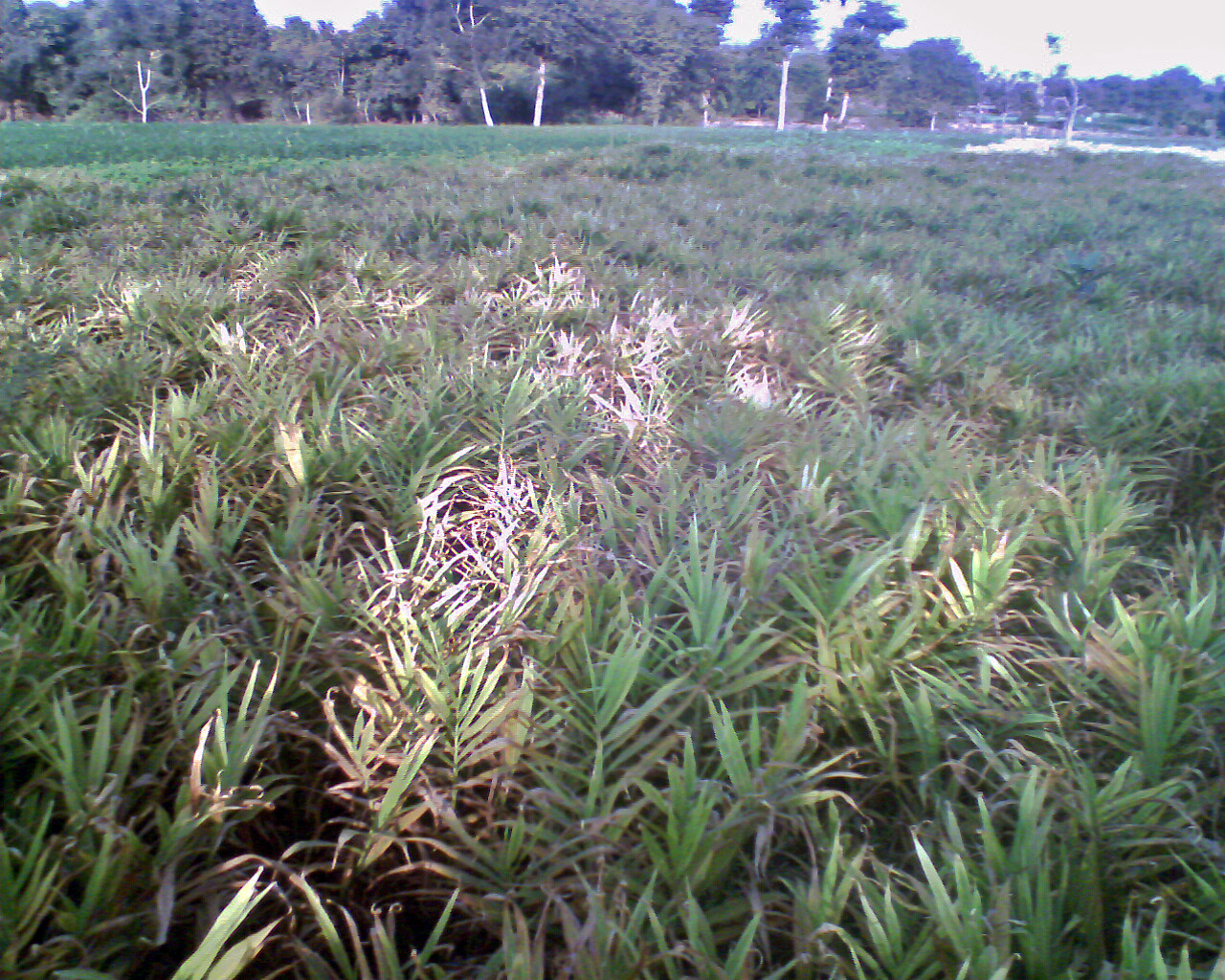
حقل الزنجبيل

الزنجبيل ينتج مجموعات من براعم الزهور البيضاء والوردية التي تتفتح لتصبح ازهار صفراء. بسبب جاذبيتها الجمالية وقدرتها على التكيف في المناخ الحار، فهو يستخدم في المناظر الطبيعية حول البيوت في المناطق الاستوائية. هي نبات معمر يشبة القصب، مع سيقان ورقية تتجدد سنويا، وطولها من 3-4 قدم. تقليديا، يتم جمع الجذور عندما ييبس الساق. ويتم حرقها على الفور أو غسلها، قشطها، للقضاء عليه ومنع التبرعم. يتم استخدام عطر نبات حول البذرة perisperm من Zingiberaceae (الفصيلة الزنجبيلية) كتحلية من قبل البانتو، وأيضا باعتبارها بهار ومدر اللعاب.

## الاستخدامات

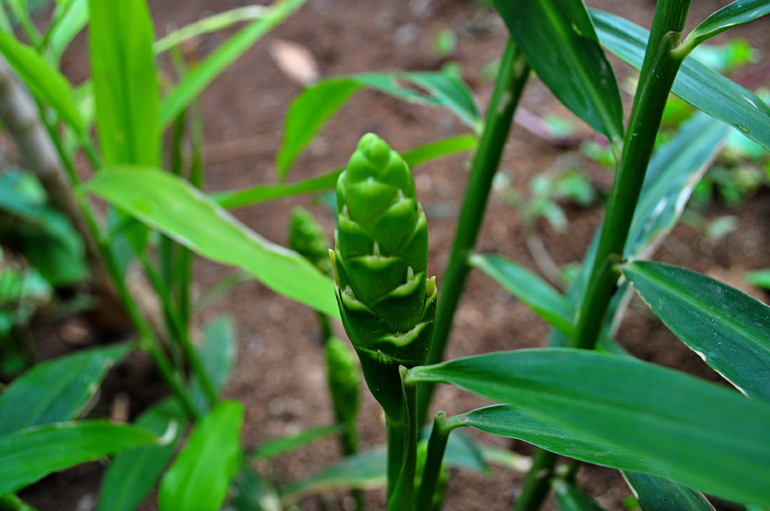
نبات الزنجبيل مع زهرة

ينتج الزنجبيل توابل مطبخ حارة وذو رائحة عطرة. جذور الزنجبيل الشابة عصارية وسمينة مع طعم خفيف جدا. وغالبا ما تخلل في الخل أو الخمر كوجبة خفيفة أو مطبوخة كمكوّن في العديد من الأطباق. كما أنها يمكن أن تكون مطبوخة في الماء المغلي لجعل الزنجبيل كزهورات، والتي غالبا ما يضاف إليها العسل. ويمكن إضافة شرائح البرتقال أو الليمون. ويمكن استخدام الزنجبيل في الحلوى، أو نبيذ الزنجبيل، الذي أصبح تجاريا منذ 1740.
جذور الزنجبيل الناضجة هي ليفية وتقريبا جافة. وغالبا ما يستخدم عصير جذور الزنجبيل كتوابل في الوصفات الهندية وهو مكوّن شائع في كل من الصينية والكورية واليابانية والفيتنامية، والعديد من المأكولات الجنوب آسيوية كتوابل للأطباق مثل المأكولات البحرية واللحوم والأطباق النباتية.
يمكن إحلال الزنجبيل الطازج بالزنجبيل الأرضي بنسبة ستة إلى واحد، على الرغم من أن نكهات الزنجبيل الطازج والمجفف تختلف إلى حد ما. عادة ما يستخدم مسحوق جذر الزنجبيل الجاف كتوابل لوصفات مثل الزنجبيل والكعك والبسكويت والكعك، وبيرة الزنجبيل.
الزنجبيل المحلى، أو الزنجبيل المتبلور، هو جذر مطبوخة في السكر حتى تذبل، وهي نوع من الحلويات.
يمكن أن يقشر الزنجبيل الطازج قبل تناوله. للتخزين على المدى الطويل، يمكن وضع الزنجبيل في كيس من البلاستيك والمبردة أو المجمدة.

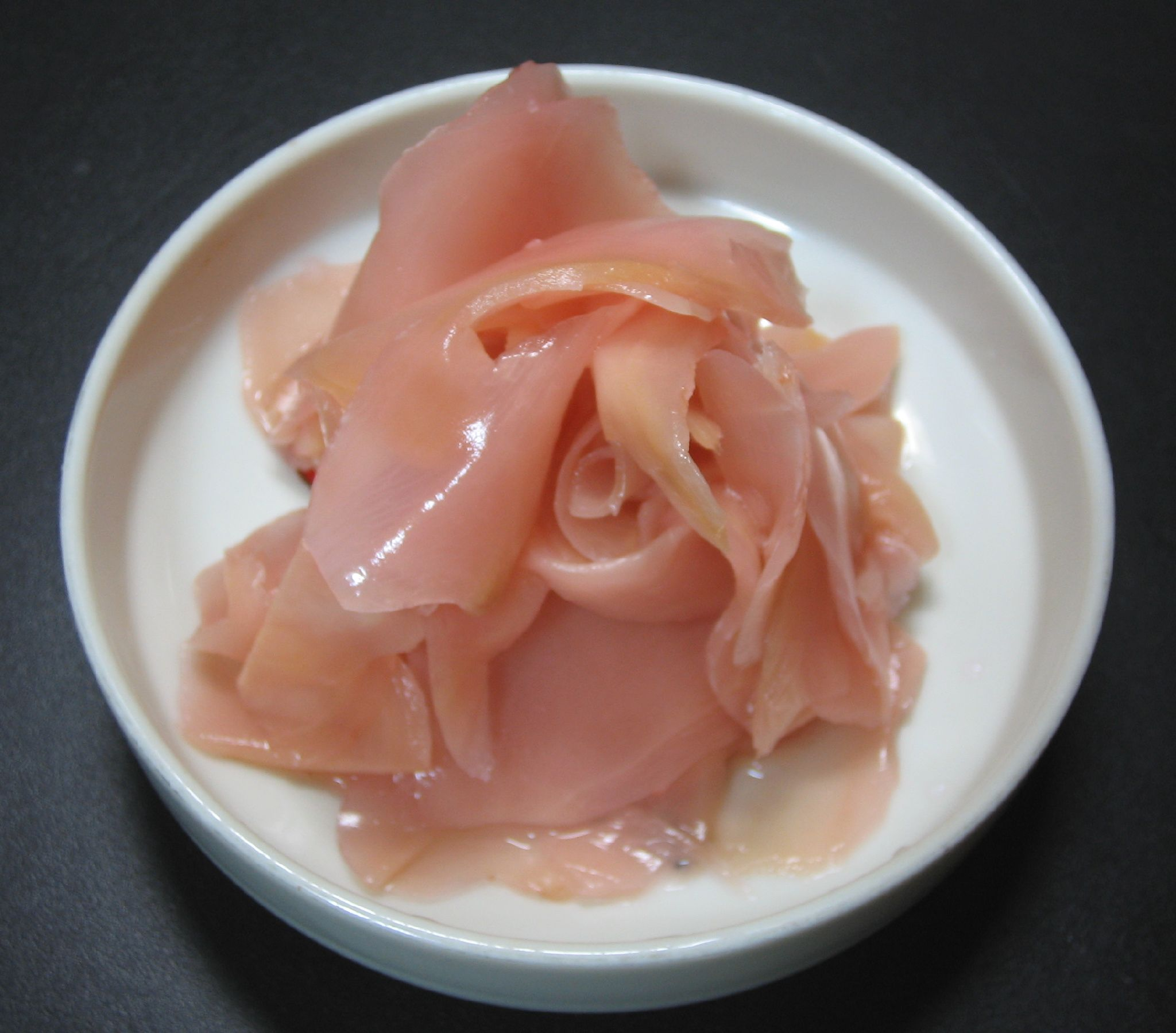
غاري" نوع من انواع الزنجبيل المخلل"

### الاستخدام الإقليمي

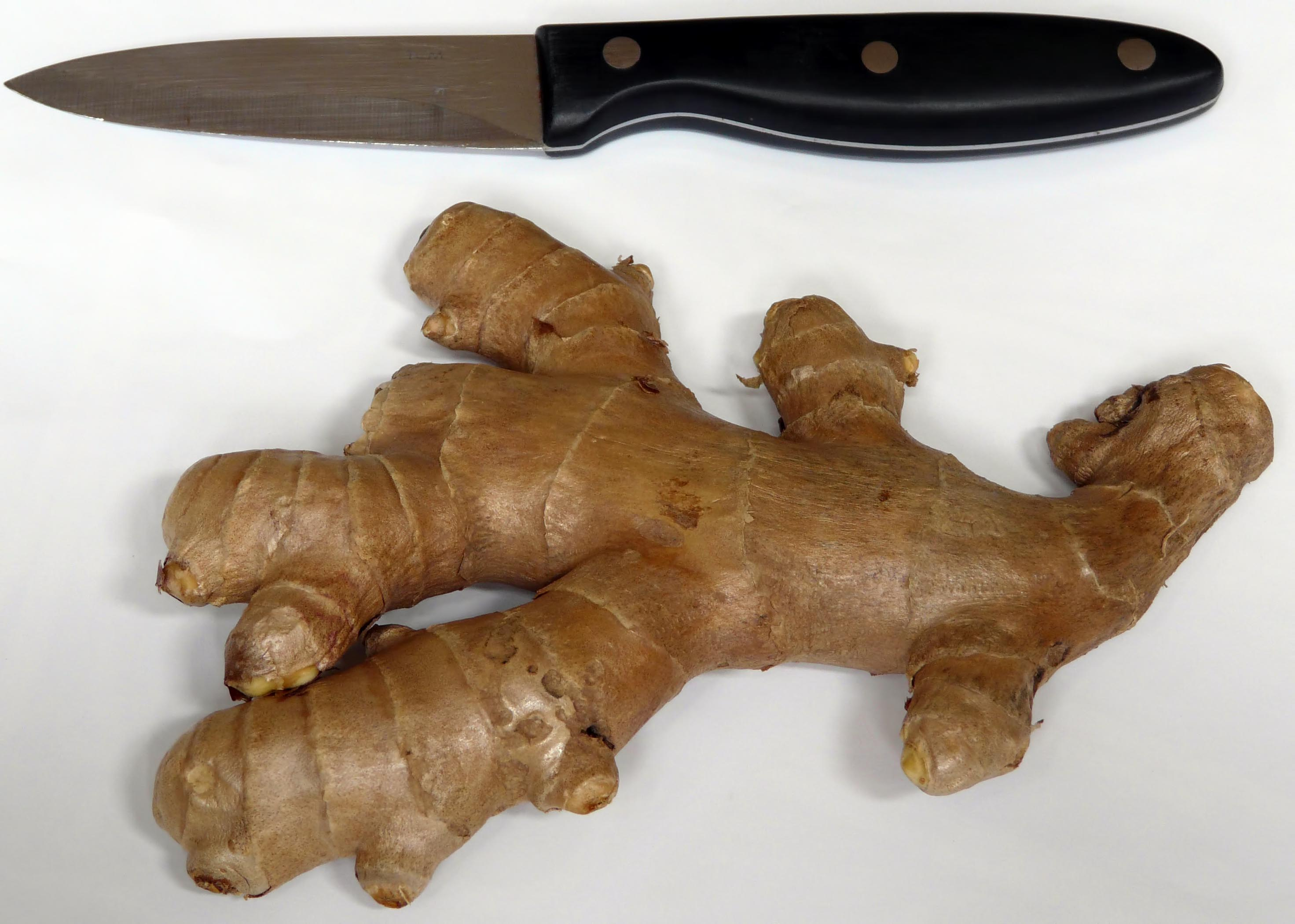
جذمور الزنجبيل الطازج

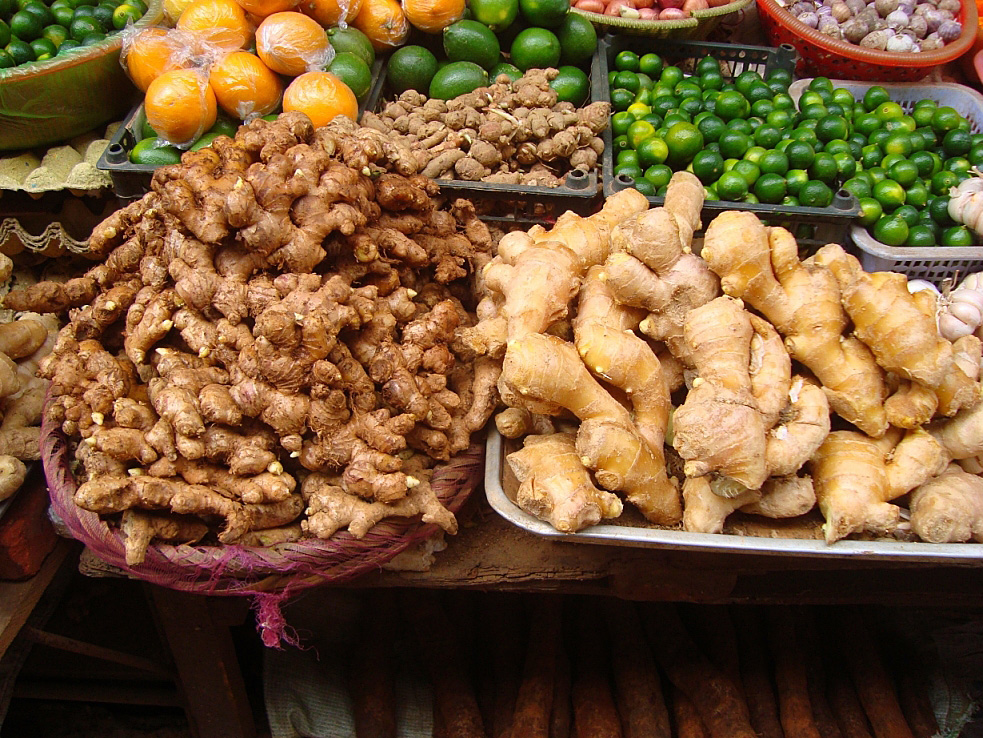
نوعين من الزنجبيل

في المطبخ الهندي، الزنجبيل هو المكون الرئيسي، وخاصة في المرق الكثيف، وكذلك في العديد من الأطباق الأخرى، سواء نباتي أو الذي يحتوي على اللحوم. يلعب الزنجبيل أيضا دورا في الطب الهندي التقليدي القديم. وهو عنصر في المشروبات الهندية التقليدية، سواء الباردة اوالساخنة، بما في ذلك شاي المسالا. الزنجبيل الطازج هو واحد من التوابل الرئيسية المستخدمة لصنع الحب والعدس الكاري والاستعدادات النباتية الأخرى. الزنجبيل الطازج مع فص ثوم مقشر ومجروش أو مسحوق الزنجبيل والثوم لتشكيل ماسالا الطازجة وكذلك المجففة، يستخدم الزنجبيل لتتبيل الشاي والقهوة، وخاصة في فصل الشتاء. يستخدم مسحوق الزنجبيل في المستحضرات الغذائية الموجهة أساسا للنساء الحوامل أو المرضعات، والأكثر شعبية katlu، التي هي مزيج من راتنج صمغي والسمن والمكسرات والسكر. يتم استهلاك الزنجبيل أيضا في شكل تحلية ومخلل. في بنغلادش يتم فرمه فرما ناعما أو يعجن لاستخدامه كأساس في أطباق الدجاج واللحم بالإضافة إلى الثوم والبصل.
في اليابان، يخلل الزنجبيل لصنع سوجا بيني وغاري أو تفرم وتستخدم نيئة على التوفو أو المعكرونة. وتصنع كحلوى تسمى سوجا نو ساتو زوك. في الكيمتشي الكوري التقليدي، إما يفرم الزنجبيل فرما ناعما أو يعصر فقط لتجنب الملمس الليفي وإضافتها إلى مكونات معجون حار قبل عملية التخمر. في بورما، يسمى الزنجبيل gyin. يستخدم على نطاق واسع في الطبخ وباعتبارها المكون الرئيسي في الأدوية التقليدية. يستهلك كطبق سلطة تسمى gyin-thot، والذي يتألف من الزنجبيل المبشور المحفوظ في الزيت، مع مجموعة متنوعة من المكسرات والبذور.
في تايلاند يطلق عليه ขิง خينغ، ويستخدم لعمل معجون الزنجبيل والثوم في الطبخ.
في إندونيسيا، يتم صنع المشروبات تدعى wedang jahe من الزنجبيل وسكر النخيل. الإندونيسيون أيضا استخدموا جذر الزنجبيل الأرضي يدعى jahe، باعتباره مكون شائع في الوصفات المحلية.
في ماليزيا، ويسمى الزنجبيل halia وتستخدم في أنواع كثيرة من الأطباق، وبخاصة الحساء.
في الفلبين تسمى luya، هو مكون شائع في الأطباق المحلية، ويخمر ليتحول إلى شاي يسمى salabat .
في فيتنام، الأوراق الطازجة، تفرم ناعما، ويمكن أن تضاف إلى حساء الجمبري واليام (canh khoai mỡ) بوصفها مقبلات وتوابل لإضافة نكهة أفضل بكثير من الزنجبيل من الجذر المفروم.
في الصين، يقطع إلى شرائح أو وغالبا ما يقترن جذر الزنجبيل كله مع أطباق السفوري مثل الأسماك، ويقترن جذر الزنجبيل المفروم عادة مع اللحوم، وعندما يتم طهيها. الزنجبيل المحلى في بعض الأحيان مكون من علب الحلوى الصينية، وشاي الأعشاب يمكن أن تكون محضرة من الزنجبيل.
في منطقة البحر الكاريبي، الزنجبيل هو من التوابل الشعبية لأغراض الطهي وصنع المشروبات مثل sorrel، وهو مشروب مصنوع خلال موسم عيد الميلاد. جامايكا اعتبرت بيرة الزنجبيل على حد سواء كمشروبات غازية وطازجة في منازلهم. وغالبا ما يصنع شاي الزنجبيل من الزنجبيل الطازج، بالإضافة إلى الأكلة المحلية Jamaican ginger cake
في جزيرة كورفو، اليونان، شراب تقليدي يسمى τσιτσιμπύρα (تسيتسي فيرا)، وهو نوع من بيرة الزنجبيل. شعب كورفو وبقية الجزر الأيونية اعتمد الشراب من البريطانيين، خلال الفترة من الولايات المتحدة من جزر البحر الأيوني.
باللغة العربية، ويسمى الزنجبيل zanjabil وفي بعض أجزاء من الشرق الأوسط، gin gayu. اسم الزنجبيل في الدولة العبرية zangevil، هو الاختلاف في الاسم. شاي الزنجبيل الحار والمحفز يتم تصنيعه.
في المطبخ الغربي، يستخدم الزنجبيل تقليديا بشكل رئيسي في الأطعمة الحلوة مثل جعة الزنجبيل، خبز الزنجبيل، الزنجبيل الطقات، باركين، بسكويت الزنجبيل، و speculaas. ويتم إنتاج المسكرات بنكهة الزنجبيل تدعى كانتون في جارناك، فرنسا. نبيذ الزنجبيل هو النبيذ بنكهة الزنجبيل المنتج في المملكة المتحدة، وتباع عادة في زجاجة خضراء. يستخدم الزنجبيل أيضا كتوابل إلى القهوة الساخنة والشاي.
(Ginger root (raw

### المكونات مماثلة
يظهر Myoga (نبات الزنجبيل mioga روسكو) في المطبخ الياباني. براعم الزهور هي جزء الذي يؤكل.
نبات آخر في أسرة Zingiberaceae، الخولنجان، يستخدم لأغراض مماثلة للزنجبيل في المطبخ التايلاندي.
ويسمى أيضا الزنجبيل الخولنجان التايلاندية fingerroot (Boesenbergia rotunda))، والزنجبيل الصيني، أو krachai التايلاندية.
الأنواع المحلية من ذوات الفلقتين في شرقي أمريكا الشمالية، Asarum canadense، ومن المعروف أيضا باسم «الزنجبيل البرية»، وجذورها له خصائص عطرية مماثلة، ولكنها لا علاقة لها بالزنجبيل الحقيقي. ويحتوي النبات على aristolochic acid، وهو مركب مسرطن. ومؤسسة الأغذية والأدوية الأمريكية تحذر من أن استهلاك المنتجات التي تحتوي على حمض aristolochic الذي يرتبط مع «تلف الكلى الدائم»، مما أدى في بعض الأحيان إلى الفشل الكلوي الذي يتطلب الغسيل الكلوي أو زرع الكلى وبالإضافة إلى ذلك تطور أنواع معينة من السرطان لدى بعض المرضى، والتي تحدث في المسالك البولية في معظم الأحيان .

## الإنتاج العالمي
في عام 2013، واصلت الهند زعامة العالم في إنتاج الزنجبيل بحصة عالمية تقدر بحوالي 33%، تليها الصين (19%) واندونيسيا ونيجيريا.
| الهند                                                                     | 0.683 |
| الصين                                                                     | 0.390 |
| نيبال                                                                     | 0.235 |
| إندونيسيا                                                                 | 0.233 |
| نيجيريا                                                                   | 0.160 |
| World                                                                     | 2.1   |
| Source: Food and Agricultural Organization of the United Nations, FAOSTAT |       |

## التركيبة والسلامة
في كمية نموذجية للتوابل تسخدم ملعقة أمريكية واحدة أو 5 غ، مسحوق الزنجبيل يقدم محتوى ضئيلة من العناصر الغذائية الأساسية، مع استثناء المعدن الغذائي المنغنيز، الموجودة في الكمية اليومية بنسبة 79٪. إذا استهلك بكميات معقولة، الزنجبيل له آثار جانبية سلبية قليلة. وعلى قائمة ال FDA «المعترف بها بصفة عامة آمنة»،  على الرغم من أنها لا تتفاعل مع بعض الأدوية، بما في ذلك ادوية التخثر، الوارفارين.
الحساسية من الزنجبيل يؤدي عادة إلى الطفح الجلدي. على الرغم من أنه عموما أنه آمن، يمكن للزنجبيل أن يسبب حرقة، والانتفاخ والغازات والتجشؤ والغثيان، لا سيما إذا أخذ في شكل مسحوق. الزنجبيل الطازج غير المهضوم قد يؤدي إلى انسداد في الأمعاء، والأفراد الذين لديهم قرحة، مرض الأمعاء الالتهابي، أو انسداد الأمعاء قد تتفاعل بشكل سيئ على كميات كبيرة من الزنجبيل الطازج. كما يمكن أن تؤثر سلبا على الأفراد الذين يعانون من حصى في المرارة. وهناك اقتراحات بأن الزنجبيل قد يؤثر على ضغط الدم، والتخثر، وضربات القلب.
المنتجات ذات المنشأ الصيني وجدت في تايوان احتوت على زنجبيل ملوث ب diisobutyl phthalate، مما تسبب في بعض 80000 كبسولة من المكملات الغذائية المصنوعة من مسحوق الزنجبيل المستوردة لاغتنامها من قبل وزارة الصحة العامة في تايوان في يونيو 2011.

### كيمياء
السبب في الرائحة والنكهة المميزة للزنجبيل هو مزيج من zingerone، shogaols، و gingerols، الزيوت الطيارة التي تشكل 1-3٪ من وزن الزنجبيل الطازج. في حيوانات المختبر، gingerols تزيد من حركية الجهاز الهضمي ولها مسكن، مهدئ، خافض للحرارة، وخصائص مضادة للجراثيم. يمكن للGingerols أن تمنع نمو خلايا سرطان المبيض في المختبر. -gingerol (1-[4'-hydroxy-3'-methoxyphenyl]-5-hydroxy-3-decanone) وهو السبب الاساسي للطعم اللاذع للزنجبيل.
الزنجبيل يحتوي على ما يصل إلى 3٪ من الزيوت الأساسية العطرية ومن أهم مكوناته هي sesquiterpenoids، مع (-) - zingiberene باعتبارها العنصر الرئيسي.
كما تم تحديد كميات صغيرة من sesquiterpenoids الآخر (β-sesquiphellandrene، bisabolene، وfarnesene) وجزء monoterpenoid صغير (β-phelladrene، سينيول، والسترال).
والطعم اللاذع للزنجبيل يرجع إلى المركبات المشتقة من فينيل غير متطايرة، لا سيما gingerols و shogaols، والتي تشكل من gingerols في الزنجبيل المجفف أو المطبوخ. ويتم إنتاج Zingerone أيضا من gingerols خلال هذه العملية؛ هذا المركب هو أقل لذاعة، ولها رائحة التوابل الحلوة.
الزنجبيل هو مهيج كيميائي طفيف، وبسبب هذا، كان بمثابة تحميلة للحصان قبل الحرب العالمية الأولى التي شنت أفواج لfeaguing.

### التأثيرات الحيوية
الزنجبيل لديه عمل مدر للعاب، وتحفيز إنتاج اللعاب، مما يجعل البلع أسهل.
الزنجبيل هو مهيج كيميائي طفيف، وبسبب هذا، كان بمثابة تحميلة للحصان قبل الحرب العالمية الأولى التي شنت أفواج لfeaguing.

## استخدام الأدوية والبحوث
وفقا لجمعية السرطان الأمريكية، تمت ترقية الزنجبيل كعلاج للسرطان «للحفاظ على الأورام من التطور»، ولكن «الأدلة العلمية المتاحة لا تدعم هذا.» ويضيفون: «النتائج الأولية الأخيرة في الحيوانات تظهر بعض التأثير في إبطاء أو منع نمو الورم في حين أن هذه النتائج ليست مفهومة جيدا، أنها تستحق المزيد من الدراسة ومع ذلك، فمن السابق لأوانه في عملية البحث سيكون للزنجبيل التأثير نفسه على البشر.» 
في دراسات محدودة، تم اكتشاف أن الزنجبيل يكون أكثر فعالية من العلاج الوهمي لعلاج الغثيان الناجم عن دوار البحر، غثيان الصباح، والعلاج الكيميائي،  على الرغم من أنها لم تكن متفوقة على الدواء الوهمي للعلاج المسبق للغثيان بعد العملية الجراحية.
بعض الدراسات تنصح بعدم تناول الزنجبيل أثناء فترة الحمل،  مما يشير إلى أن الزنجبيل يحدث طفرات وراثية، على الرغم من أن بعض الدراسات الأخرى قد ذكرت الآثار المضاد للطفرات.

## الطب الشعبي
إحدى الاشكال الطبية التقليدية من الزنجبيل تاريخيا كان يسمى "جامايكا الزنجبيل '؛ وتصنف على أنها منشط وطارد للريح وتستخدم في كثير من الأحيان لسوء الهضم، gastroparesis وأعراض الحركة البطيئة، والإمساك، والمغص. وأيضا كثيرا ما يستخدم لإخفاء طعم الأدوية.
الدراسات غير حاسمة حول آثار استخدام الزنجبيل للغثيان أو ألم المرتبط مع مختلف الأمراض. الآثار الجانبية، ترتبط في الغالب مع استهلاك الزنجبيل المجفف، والغاز، والنفخ، والحرقة والغثيان. وأظهرت إحدى التجارب السريرية أن الزنجبيل ليس أفضل من العلاج الوهمي أو الإيبوبروفين لعلاج هشاشة العظام.

## اقرا أيضا
- شوفان
- ليمون
- قرفة
- زعتر
- قسط هندي